# Сатановка (Черкасская область)
Сатановка (укр. Сатанівка) — село в Уманском районе Черкасской области Украины.
Население по переписи 2001 года составляло 1155 человек. Почтовый индекс — 19133. Телефонный код — 4746.

## Местный совет
19133, Черкасская обл., Монастырищенский р-н, с. Сатановка, ул. Ленина, 41